# Jean-Pierre Claris de Florian
Jean-Pierre Claris de Florian, född den 6 mars 1755, död den 13 september 1794, var en fransk författare.
Florian blev 1768 page hos hertigen av Penthiévre, var sedan militär, inträdde därefter åter i hertigens av Penthiévre tjänst, som kammarjunkare, samt levde ömsom i Paris och ömsom på nämnde hertigs gods. Såsom adelsman blev han häktad vid revolutionens utbrott, men återfick snart friheten. År 1788 blev Florian medlem av Franska akademien. 
Han började sin skriftställarbana med att efterbilda den spanska herderomanen (Cervantes La Galatea), utgav därefter ett originalarbete i samma stil, Estelle, och Galatée (1783), skrev sedan komedier, noveller, romaner och fabler samt utgav slutligen en översättning av Don Quijote. Hans Fables (1792; "Fabler", översatta av J.M. Stjernstolpe, 1824–1825), står inte mycket efter La Fontaines, som utgjorde deras förebilder. 
Komedierna Les deux billets ("Billetten och lottsedeln", 1785), Le bon ménage ("Det lyckliga hushållet", samma år), Les deux jumeaux de Bergame ("Tvillingarne från Bergame", samma år), Le bon pére, La bonne mére ("Den goda modren", 1790), Le bon fils, Myrlil et Chloe, Jeannot et Colin ("Jeannot och Colin", 1796), L'enfant d'Arlequin perdu et retrouvé och Arlequin maitre de maison utmärker sig genom osökt kvickhet och barnslig glättighet. 
Hans episka dikter Numa Pompilius (1785; översatt till svenska 1795 och 1837), som påminner för mycket om Fénelons Télémaque, Gonzalve de Cordoue (1791) och Guillaume Tell (1802), som skrevs i fängelset, äger mindre värde. La jeunesse de Florian (1807) är självbiografisk. Florians Œuvres complétes utgavs bland annat av Renouard 1820, och hans Œuvres inédites av Pixérécourt 1825.